# Cátedra Jean Monnet
Las Cátedras Jean Monnet son cátedras universitarias otorgadas por la Comisión Europea en el marco del programa Jean Monnet. Su objetivo es reforzar la docencia y la investigación sobre la integración europea en las universidades, tanto de los Estados miembros de la Unión Europea como de otros países. El nombre hace honor a Jean Monnet, político francés que, como asesor de Robert Schuman, contribuyó decisivamente a poner los cimientos de las Comunidades Europeas.

## Panorama[1]
Las Cátedras Jean Monnet son puestos docentes especializados en estudios de la Unión Europea para profesores universitarios y profesores colaboradores.
El objetivo de las Cátedras Jean Monnet es:
- mejorar la enseñanza de los estudios sobre la UE en su establecimiento mediante un programa adecuado;
- realizar, controlar y supervisar la investigación sobre temas relacionados con la UE en todos los niveles de educación;
- formar y asesorar a la próxima generación de profesores e investigadores;
- ofrecer orientación especializada a futuros profesionales en asuntos europeos.

Los titulares de Cátedras Jean Monnet deberían:
- publicar libros en la prensa universitaria durante el periodo de la beca, que cubrirá parte de los gastos de publicación y, en su caso, parte de los costes de traducción;
- participar en campañas de divulgación e información en su país y en toda Europa;
- organizar actos (conferencias, seminarios, talleres, etc.) con responsables políticos, la sociedad civil y centros de enseñanza;
- crear redes con otras universidades y establecimientos que cuenten con el apoyo de las acciones Jean Monnet;
- aplicar recursos educativos abiertos y publicar los resúmenes, el contenido, el calendario y los resultados previstos de las actividades.

Esta cátedra se creó, por ejemplo, en las siguientes universidades (por orden alfabético):
- Universidad de Augsburgo (Christoph Vedder)
- Universidad Libre de Berlín (Tanja A. Börzel)
- Universidad del Ruhr de Bochum (Sebastian Bersick)[2]
- Universidad de Bremen (Ulrike Liebert)
- Universidad Comenius de Bratislava (Ondrej Blažo)
- Universidad Tecnológica de Chemnitz (Matthias Niedobitek)
- Universidad de Cantabria
- Universidad de Duisburgo-Essen (Michael Kaeding und Ansgar Belke)[3]
- Universidad Europea Viadrina (Matthias Pechstein)
- Universidad de Giessen (Mahulena Hofmann)
- Universidad de Hamburgo (Gabriele Clemens)
- Universidad de Heidelberg (Peter-Christian Müller-Graf)
- Universidad de Hildesheim (Michael Gehler)
- Universidad de Jena (Matthias Ruffert)
- Hochschule für Öffentliche Verwaltung Kehl (Annegret Eppler)
- Universidad de Constanza (Daniel Thym)
- Escuela Superior de Deportes de Alemania (Jürgen Mittag)
- Universidad de Colonia (Wolfgang Wessels)
- Universidad de Magdeburgo (Wolfgang Renzsch)
- Universidad de Maguncia (Arne Niemann)
- Universidad de Oldenburgo (Martin Heidenreich)
- Universidad de Osnabrück (Jean Monnet Centre of Excellence in European Studies)
- Universidad de Paderborn (Dieter Krimphove)
- Universidad de Passau (Daniel Göler)
- Universidad de Ratisbona (Rainer Arnold)
- Universidad Rey Juan Carlos (Rogelio Pérez-Bustamante)
- Universidad de Tubinga (Rudolf Hrbek und Gabriele Abels)
- Universidad del Sarre (Thomas Giegerich)
- Universität Wuppertal (Hans J. Lietzmann)
- Universidad de Wurzburgo (Gisela Müller-Brandeck-Bocquet)
- Universidad Carlos III de Madrid (Carlos San Juan Mesonada)